# Heterozygota
Heterozygota – organizm posiadający zróżnicowane allele tego samego genu (np. Aa), w tym samym locus w chromosomach homologicznych. Gamety osobnika heterozygotycznego mogą być różne, tzn. mogą zawierać zupełnie odmienny materiał genetyczny.
Określenie „heterozygota” implikuje, że dany gen może występować w co najmniej dwóch postaciach. Kombinacja Aa oznacza, że jeden allel genu ma charakter dominujący (A) nad drugim (a), to znaczy, że w fenotypie osobnika heterozygotycznego będzie on w jakiś sposób brał przewagę nad allelem recesywnym.
Niektóre choroby genetyczne są uwarunkowane obecnością allelu recesywnego, a zatem ujawniają się w osobnikach homozygotycznych, a nie ujawniają w heterozygotach. Niektóre choroby uwarunkowane są zaś obecnością allelu dominującego, więc ujawniają się u heterozygot i homozygot dominujących, zaś nie u homozygot recesywnych.